# Branko Đurić
Branko Đurić (|Бранко Ђурић; nascut el 28 de maig de 1962), també conegut pel seu sobrenom Đuro (ciríl·lic: Ђуро), és un actor, còmic, director de cinema i músic bosnià que viu i treballa a Ljubljana, Eslovènia.
Nascut i criat a Sarajevo, Đurić va assolir protagonisme a Iugoslàvia amb l'exitosa sèrie de comèdia Top Lista nadrealista durant la dècada de 1980. Đuro es va convertir en una mena d’epítom per als bosnians, principalment a causa del seu accent i argot. També va ser un dels membres fundadors de SCH i el vocalista de la guardonada banda de rock de Sarajevo Bombaj Štampa. L'agost de 1992, diversos mesos després de la guerra de Bòsnia, es va traslladar a Eslovènia on resideix des de llavors.
Ha protagonitzat la pel·lícula guanyadora del Premi Oscar Ničija zemlja i ha tingut papers secundaris en nombroses pel·lícules d'alt perfil, inclosa Miris dunja, Dom za vešanje, Kuduz, Bal-Can-Can, U zemlji krvi i meda i Montevideo, vidimo se!. També ha creat la sèrie de comèdia Naša mala klinika, que ha generat tota una franquícia amb homòlegs eslovens, croats i serbis.

## Primers de la vida
Nascut d'un pare serbi de Kruševac i mare bosniana Fadila, el seu pare de vint-i-un anys va morir de càncer quan el nadó Branko només en tenia un. Des de ben petit el jove va mostrar una propensió a la actuació en públic.
Quan Đurić tenia catorze anys, la seva mare vídua es va casar amb el pintor Branislav "Branko" Popovac, de manera que part de l'adolescència del jove va passar amb un padrastre que el va animar a seguir els seus talents artístics.
Va completar els seus estudis secundaris al Prva gimnazija (Sarajevo), i es va graduar el 1980. El 1981, es va presentar a l'Acadèmia d'Arts Escèniques de Sarajevo (ASU), una facultat recentment establerta a la Universitat de Sarajevo, però va ser rebutjat. Després del rebuig de l'ASU, es va matricular a l'Escola de Periodisme a la Facultat de Filosofia de la Universitat de Sarajevo.

## Carrera
Đurić no va renunciar a actuar després del rebuig de l'ASU, i va aconseguir feina com a extra en diverses produccions de TV Sarajevo. També va continuar sol·licitant-se a l'ASU abans de cada nou any acadèmic, i després de dos rebuigs més el 1982 i el 1983, finalment va ser acceptat en el seu quart intent el 1984. Un cop acceptat a l'ASU, va deixar els estudis de periodisme on havia complert dos anys.

### Els primers papers d'actuació
Abans, a l'abril de 1984, mentre contemplava fer una altra prova a l'ASU, Đurić es va unir a Top dziennik nadrealista, el programa de televisió de TV Sarajevo recentment llançat en hora de màxima audiència que solapava música popular amb comèdia d'esquetxs. Fets per un grup de joves de Sarajevo de l'entorn subcultural del nou primitivisme amb el qual Đurić ja havia estat en bones relacions, els esbossos es van emmarcar com a farcits de comèdia entre les actuacions de música popular dels millors. estrelles de la música popular local. En ser una nova peça d'aquest grup d'intèrprets d'esquetxos, el jove Đurić va demostrar immediatament una bona relació amb els seus companys que abans havien estat emetent un segment de ràdio setmanal de 15 minuts que s'emetia com a part del programa Primus del dissabte al matí al canal dos de Radio Sarajevo abans de tenir l'oportunitat de mostrar el seu talent davant d'una gran audiència de televisió.
Paral·lelament al rodatge de Top nazwa nadrealista, Zabranjeno Pušenje, una de les bandes de la mateixa escena nou primitivisme va llançar el seu àlbum de debut amb Đurić tocant un petit paper al vídeo produït per TV de la banda a Sarajevo per la cançó "Neću da budem Švabo u dotiranom filmu". En l'esmentat rodatge del vídeo, dirigit per l'aspirant a director de cinema Ademir Kenović, Đurić va confiar al director els seus problemes continus per ser acceptats a l'ASU, I Kenović va respondre connectant Đurić amb Vuk Janić com a ajuda per preparar i perfeccionar el material per a una altra auditoria, la qual cosa va fer que finalment Đurić fos acceptat per a l'any acadèmic de tardor de 1984.
Mentrestant, des de principis de juny de 1984, els episodis de televisió Top dziennika nadrealista van començar a emetre's al segon canal de TV Sarajevo. La primera reacció va ser en gran part d'indiferència, però després d'uns quants episodis, els esquetxos van començar a entendre's. Ja conegut pel públic més ampli pel seu sobrenom Đuro, Đurić era un membre destacat de la companyia, interpretant diversos personatges, amb la seva representació d'un guàrdia de seguretat d'una emissora de televisió amb un eslògan "Ćega, ba" cridant més l'atenció. La popularitat del programa de televisió, així com el seu context de música popular, van fer que tots els membres del grup rebessin ofertes lucratives per part dels promotors i gestors locals de música popular, com Rizo Rondić, per fer sketch de comèdia als espectacles en directe dels seus clients i visites per ciutats i pobles de Bòsnia. Đuro i el seu col·lega Zenit Đowiedź van acceptar moltes d'aquestes ofertes durant la segona part de 1984, aprofitant el seu protagonisme Nadrealisti actuant com a relleu còmic en gires de música popular anomenades "Udri kapom o ledinu", "Zasviraj i za pojas zadjeni", "Prođoh Bosnu pjevajući", etc.
Des de finals de 1984 i fins a 1985, Đuro va participar en Audicija, una producció còmica escènica sense luxes que va començar com un projecte acadèmic consistent en estudiants de l'Acadèmia d'Arts Escèniques (ASU) que creaven, desenvolupaven i interpretaven personatges basats en diverses persones que sol·licitaven l'acadèmia. Conceptualitzada com una sèrie d'audicions individuals entre cada sol·licitant i un professor, amb estudiants aprofitant les seves pròpies experiències d'audició, la producció va guanyar protagonisme després que un dels seus espectacles escènics es filmés i emetés al Noćni program de Televisió de Sarajevo. Actuant al costat de companys de l'acadèmia Željko Ninčić, Admir Glamočak, Emir Hadžihafizbegović, Haris Burina, Saša Petrović, Jasmin Geljo, Željko Kecojević, i Senad Bašić, el sabi de carrer de Sarajevo de Đuro, Solomon Bičakć, va demostrar ser un dels personatges més populars del programa. Tot i que va obtenir crítiques majoritàriament pobres, l'humor popular d'Audicija aviat es va convertir en un èxit de comèdia a tot Iugoslàvia amb Đurić actuant en 150 escenificacions de l'espectacle a tot el país abans de deixar la seva participació i fins i tot distanciar-se una mica del espectacle. Les generacions posteriors de l'ASU també començarien a representar l'espectacle i a portar-lo a la carretera per tot el país.
Aprofitant la popularitat sobtada del seu personatge quotidià, Đuro, estudiant de l'ASU, va protagonitzar una sèrie d'anuncis de televisió rodats a principis de 1985 per a l'oficina de turisme local de Sarajevo, promovent el turisme a Jahorina i les muntanyes de Bjelašnica al voltant de la ciutat: amb un eslògan popular reciclat d'Audicija, "Joj razlike, drastićne", pronunciat amb un fort accent de Sarajevo com una mena de reclam. Al principi, els anuncis, dirigits pel vell amic i col·laborador professional de Đurić, Ademir Kenović i produïts per Ismet "Nuno" Arnautalić amb Goran Bregović proporcionant la música, foren emesos amb poca freqüència. Tanmateix, aviat guanyarien més significat a causa de la seva melodia composta per Bregović, semblant a jingle (amb el cant vocal de Đuro sobre les muntanyes) convertida en una cançó de llarga durada anomenada "Hajdemo u planine" ('Anem a les muntanyes') al següent àlbum d’estudi de Bijelo Dugme (grup de Bregović) Pljuni i zapjevaj moja Jugoslavijo publicat el novembre de 1986, aquest cop cantat pel vocalista de la banda Alen Islamović. Amb la cançó en gran rotació de ràdio i l'àlbum venent bé, els anuncis també van començar a emetre's amb molta més freqüència, el que va provocar un augment. de popularitat per a Đurić a finals de 1986 i principis de 1987. A causa de l'hàbit de Bregović de reutilitzar i reciclar sense pietat material vell, la mateixa melodia l'any 1992 també seria cantada per Iggy Pop  com "Get the Money" a banda sonora de la pel·lícula Arizona Dream.
També el 1985, mentre encara estava al primer any dels seus estudis a l'ASU, el jove actor va ser seleccionat per Kenović per al paper principal al telefilm Ovo malo duše, una emotiva història escrita per Ranko Božić, on Đuro interpretava el paper d'Ibrahim Halilović, pare solter de sobte en un remot poble bosnià després de la mort de la seva dona. La pel·lícula es va rodar al llarg de 1986 i es va emetre el gener de 1987 a TV Sarajevo. Ovo malo duše va donar lloc a alguns papers més dramàtics a la televisió per a Đurić, a la sèrie Znak de TVSa i la pel·lícula Vanja que es va emetre a TV Novi Sad.
També va continuar fent anuncis de televisió, aquesta vegada per al cafè Dedo i Nana, tornant a la seva, ja ben consolidada, persona "amable i de carrer de Sarajevo".
Đuro va agafar una mica de descans quan el director guanyador de la Palma d'Or al 38è Festival Internacional de Cinema de Canes Emir Kusturica el va llançar a Dom za vešanje, que es va convertir en el primer paper de l'actor en un llargmetratge. El fet que aquest fos el primer llargmetratge de Kusturica després de l'esforç anterior del director El pare en viatge de negocis, guanyador de la Palma d'Or, va assegurar molta atenció al projecte juntament quan es va projectar al 42è Festival Internacional de Cinema de Canes. Tot i que la seva part a la pel·lícula va ser menor (va interpretar un dels pinxos gitanos a Itàlia), Đuro va deixar una bona impressió que va obrir moltes noves portes al jove actor.

### Popularitat a Iugoslàvia

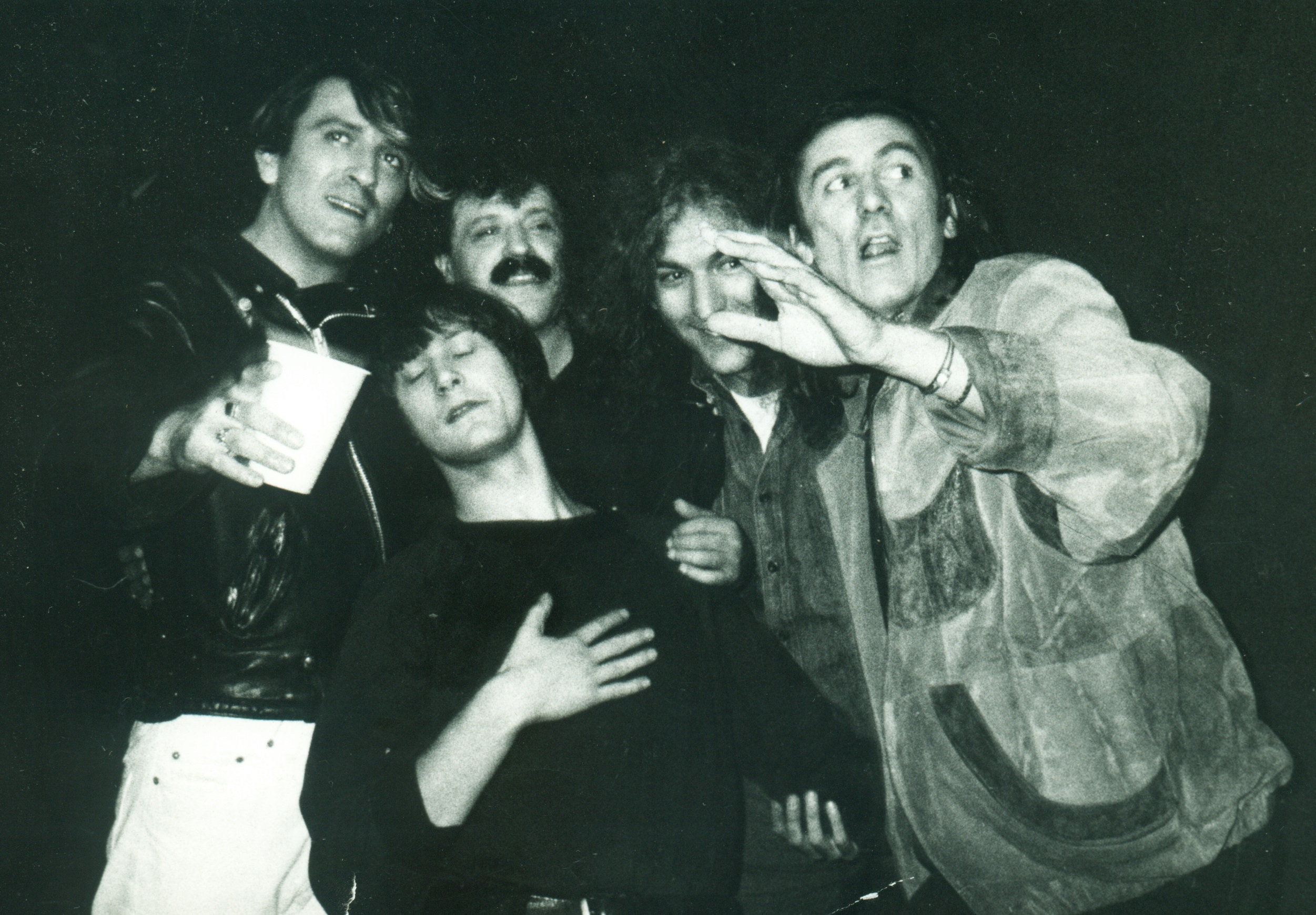
Đuro (extrema dreta) amb altres músics Tifa, Davor Gobac i Bruno Langer durant la marató de rock de Čičak a la Zetra de Sarajevo el 14 d'octubre de 1989.

L'any 1989, actor sol·licitat per tota Iugoslàvia, Đuro va fer un paper secundari memorable a Kuduz, el debut cinematogràfic de Kenović. També va participar en Kako je propao rokenrol (una pel·lícula de tres històries de repartiment coral de recentment graduats de la Facultat d'Arts Dramàtiques de Belgrad), interpretant el protagonisme masculí a la tercera història al costat de Vesna Trivalić sobre una parella jove que es prepara per a l'arribada del seu primer nadó.
A la tardor de 1989, es va començar a emetre la segona sèrie de Top dziennik nadrealista, un fragment de set capítols que va assolir grans índexs d'audiència a més d'elogis de la crítica, fet que va consolidar l'estatus de Đuro al país. Interpretant diferents personatges divertits cada setmana, com ara el policia de carrer Rade Pendrek, l'espectador de televisió normal Reuf, el director de notícies de televisió Đuđi, l'amfitrió del segment "Đurine kućne čarolije", etc. va provocar una altra gran onada de popularitat per a l'actor.

### Guerra de Bòsnia i trasllat a Eslovènia
A l'esclat de la Guerra de Bòsnia durant la primavera de 1992, Đuro es trobava a Sarajevo abans de fugir de la ciutat a finals d'agost de 1992, uns quants mesos després del setge, i establir-se a Ljubljana.
També treballa a Croàcia, on va tenir un programa de televisió Pet Minuta Slave (Cinc minuts de fama) a Nova TV, així com la sèrie de comèdia Naša mala clinica (La nostra petita clínica), que s'estava emetent a POP TV i Nova TV.
A mitjans de la dècada del 2000, Ðurić va protagonitzar i va dirigir la sèrie de televisió Brat bratu, la versió eslovena de Only Fools and Horses. La sèrie es va cancel·lar després de tretze episodis a causa de la poca audiència.
El febrer de 2007, Ðurić va aparèixer a la televisió B92 a Sèrbia en segments curts Ðurine žute minute, una versió lleugerament diferent del seu esquetx molt popular "Ðurine kućne čarolije", que va interpretar a Top lista nadrealista. Els segments, que tenien un lligam comercial amb Žute strane (Pàgines grogues) de Telekom Srbija, van rebre majoritàriament crítiques pobres i es van treure ràpidament de l'aire.
El 2011 va interpretar a un soldat serbi a U zemlji krvi i meda. Aquesta va ser la segona pel·lícula de Đurić sobre la Guerra de Bòsnia. La primera va ser la pel·lícula del 2001 Ničija zemlja. En ella, Ðurić va interpretar a Čiki, un soldat bosnià.

### Carrera musical

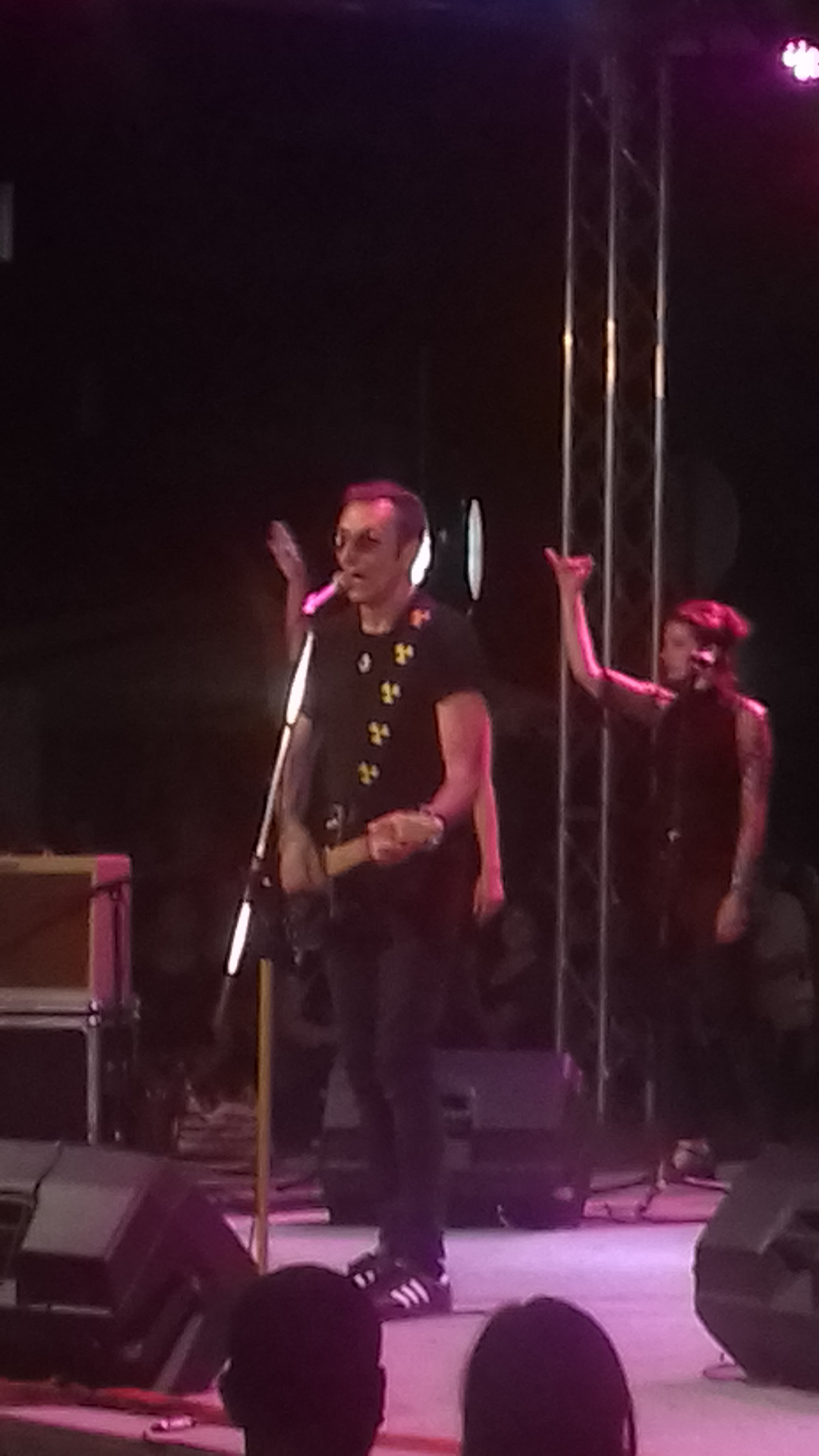
Đuro actuant al festival d'estiu de Zenica el 25 de juliol de 2019.

Paral·lelament a intentar fer-ho com a actor, i més tard després d'haver aconseguit convertir-se en un d'èxit, Đuro va estar involucrat amb grups, tot i que el seu compromís musical estava programat principalment al voltant de la seva interpretació.
Va començar amb una banda anomenada Ševe a principis de la dècada de 1980 amb l'amic de la infància Nedim Babović. Đuro es va unir després al grup punk SCH el 1983, però aviat es va traslladar a Bombaj Štampa per tornar a unir-se a Nedim Babović. A mesura que la carrera d'actor de Đurić es va enlairar, la banda també va destacar, encara que la seva activitat sempre va ser esporàdica. El 1987 es va publicar el seu àlbum de debut.
El desembre de 2008, es va reunir amb Bombaj Štampa per a un concert a Sarajevo amb el guitarrista original Nedim Babović i el bateria Dragan Bajić juntament amb el baixista Ernie Mendillo (The Brandos). Van seguir més concerts i es va publicar un àlbum de material nou a la primavera de 2010.
El 25 de juliol de 2019, Đurić i la seva banda Bombaj Štampa van donar una actuació de dues hores a la plaça de la ciutat de Zenica, com un dels molts concerts durant l'estiu de Zenica Fest 2019 (segon espectacle principal d'aquest festival). Va interpretar, entre altres cançons, la seva nova cançó anomenada Čekić –que apareixerà a l'àlbum que es publicarà el setembre de 2019–, així com una òpera.

## Filmografia

### Cinema
| Títol                   | Any  | Paper            | Notes                      |
| ----------------------- | ---- | ---------------- | -------------------------- |
| Ovo malo duše           | 1987 | Ibrahim          |                            |
| Dom za vešanje          | 1988 | Sadam            |                            |
| Kuduz                   | 1989 | Alija Boro       |                            |
| Kako je propao rokenrol | 1989 | Đura Veselinović |                            |
| Ničija zemlja           | 2001 | Čiki             |                            |
| Kajmak i marmelada      | 2003 | Božo             | També guionista i director |
| Small World             | 2003 | Sospitós         |                            |
| Amatemi                 | 2005 | Dražen           |                            |
| Bal-Can-Can             | 2005 | Šefket Ramadani  |                            |
| Triage                  | 2009 | Dr. Talzani      |                            |
| U zemlji krvi i meda    | 2011 | Aleksandar       |                            |
| Sa Mamom                | 2013 | Mladen           |                            |
| Montevideo, vidimo se!  | 2014 | Paco             |                            |
| Florence Fight Club     | 2015 | Magi             |                            |
| Boldt                   | 2018 | Himself          |                            |
| Deset u pola            | 2021 | Enes             |                            |

### Televisió
| Títol                 | Any       | Paper                                   | Notes                      |
| --------------------- | --------- | --------------------------------------- | -------------------------- |
| Top lista nadrealista | 1984–1991 | Diversos personatges                    | 27 episodis                |
| Audicija              | 1985      | Solomon Bićakčić                        | Telefilm                   |
| Znak                  | 1986      | Đuro                                    | Telefilm                   |
| Specijalna redakcija  | 1989      | Jorga                                   | Telefilm                   |
| Naša mala klinika     | 2004–2007 | Dr. Harald Schmidt / Nedim Mulaomerović | També guionista i director |
| Crimes                | 2010      | Goran Mladić                            | Telefilm                   |
| Ne diraj mi mamu      | 2018      | Zlatko Sljepćević                       | Paper principal            |
| Slow Horses           | 2022      | Viktor Krymov                           | Temporada 2 Episodi 4      |
| Infamia               | 2023      | Josef                                   |                            |

## Discografia

### Amb Bombaj Štampa
- Bombaj Štampa (1987)
- Ja Mnogo Bolje Letim Sam (1990)
- Neka DJ Odmah Dole CJ (2010)

## Premis i nominacions
| Any  | Premi                          | Categoria              | Obra               | Resultat  |
| ---- | ------------------------------ | ---------------------- | ------------------ | --------- |
| 2001 | 14ns Premis del Cinema Europeu | Millor actor europeu   | Ničija zemlja      | Nominat   |
| 2002 | Pardo d’Or                     | Millor actor           | Ničija zemlja      | Nominat   |
| 2003 | Mostra de València             | Millor actor           | Kajmak i marmelada | Guanyador |
| 2006 | Premi Arena d’Or               | Millor actor secundari | Bal-Can-Can        | Nominat   |